# Super Bowl XXX
Super Bowl XXX var den 30. udgave af Super Bowl, finalen i den amerikanske football-liga NFL. Kampen blev spillet 28. januar 1996 på Sun Devil Stadium i Phoenix-forstaden Tempe og stod mellem Dallas Cowboys og Pittsburgh Steelers. Cowboys vandt 27-17, og sikrede sig dermed klubbens 5. Super Bowl-sejr gennem tiden. 
Kampens MVP (mest værdifulde spiller) blev Cowboys cornerback Larry Brown.
| NFL | Spire Denne artikel om NFL er en spire som bør udbygges. Du er velkommen til at hjælpe Wikipedia ved at udvide den. |